# Nijgh & Van Ditmar
Nijgh & Van Ditmar est une maison d'édition néerlandaise fondée en 1837.

## Histoire

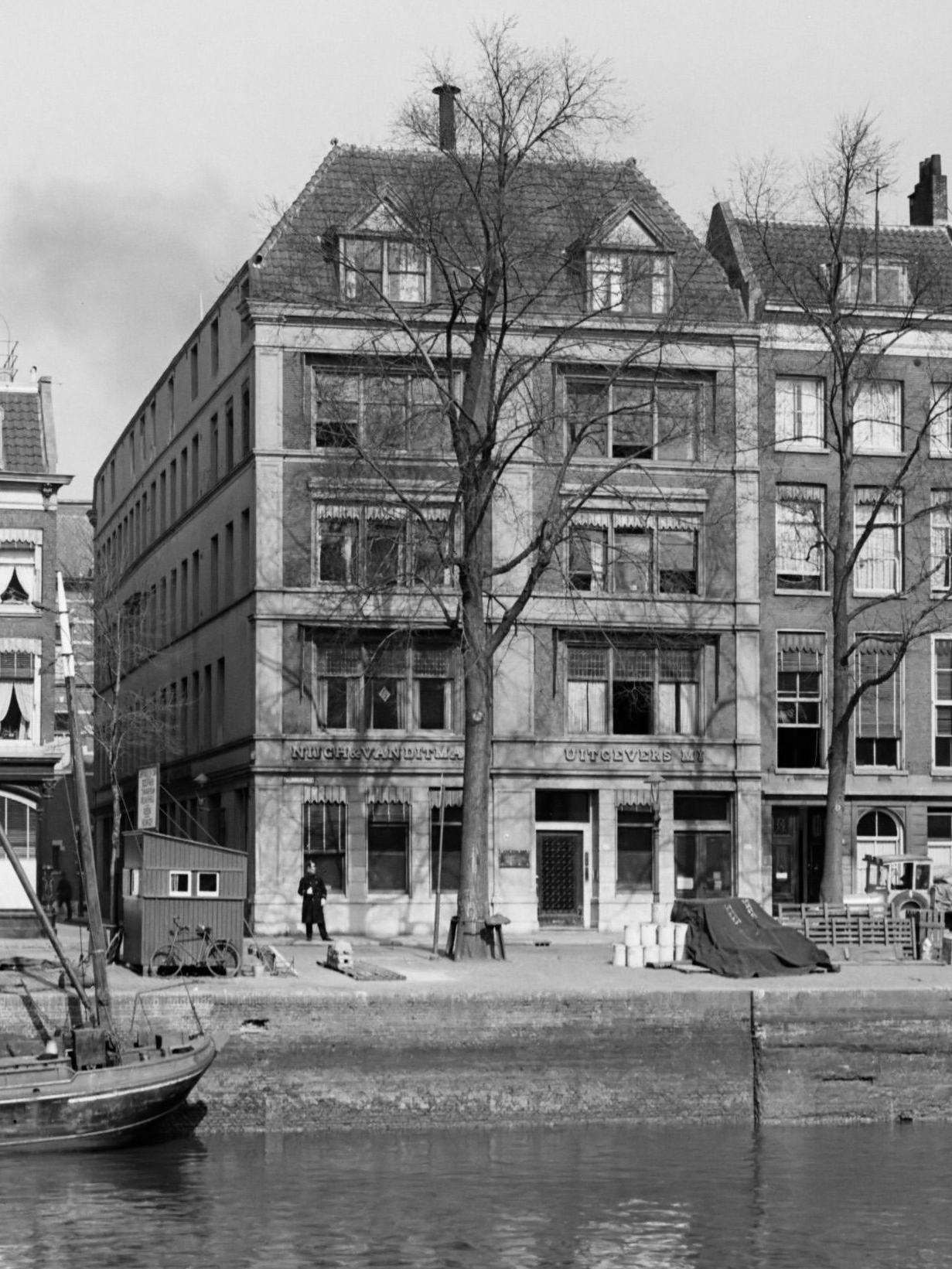
Les bureaux de Nijgh & Van Ditmar en 1933.

Nijgh & Van Ditmar fut fondée en 1837 par Henricus Nijgh, qui ne possédait au départ qu'une librairie. Il fut aussi le fondateur, en 1843, de Rotterdamsch staats-, handels-, nieuws- en advertentieblad, qui devint plus tard le Nieuwe Rotterdamsche Courant. En 1870, il s'associa avec Willem Nicolaas Josua van Ditmar.

## Auteurs publiés
J.J. Slauerhoff, Simon Vestdijk, Kees van Beijnum, Ferdinand Bordewijk, Roddy Doyle, Rob van Erkelens, Herman Franke, Ronald Giphart, Arnon Grunberg, Ernest van der Kwast, Paul Mennes, Nescio, Lieke Noorman, Annejet van der Zijl, Riet de Jong-Goossens, Ingrid Winterbach

## Source de la traduction
- (en) Cet article est partiellement ou en totalité issu de l’article de Wikipédia en anglais intitulé « Nijgh & Van Ditmar » (voir la liste des auteurs).